# 一目人

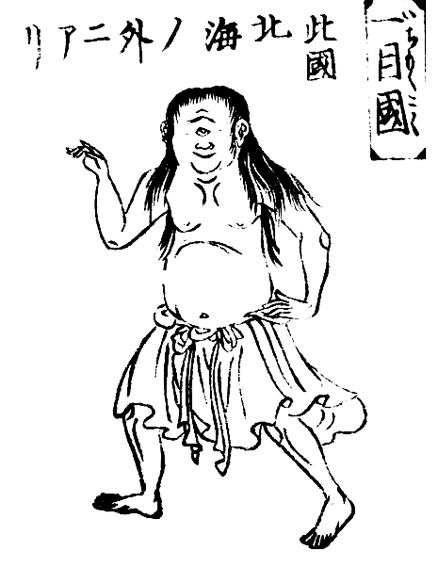
『唐土訓蒙図彙』（1802年、日本）「一目国」より一目人

一目人（いちもくじん）は中国に伝わる伝説上の人種である。古代中国では北方に位置する国に棲んでいたとされる。

## 概説
古代中国の地理書『山海経』の海外北経によると、一目国は柔利国の西にあり、一目人は人間の姿をしているが、目は顔の真ん中にひとつだけついているという。
『山海経』大荒北経には、一目人たちの姓は威（い）であり、古代中国の帝・少昊の子孫であるということ、また、キビを食べているということが記されている。人々はこの国を怖がっており、鬼国（きこく）とも呼んでいたという。